# Open de Nice Côte d’Azur 2016
Open de Nice Côte d’Azur 2016 byl tenisový turnaj pořádaný jako součást mužského okruhu ATP World Tour, který se hrál na otevřených antukových dvorcích areálu Nice Lawn Tennis Club, ležícím na Francouzské riviéře. Probíhal mezi 15. až 21. květnem 2016 ve francouzském Nice jako třicátý druhý ročník turnaje.
Turnaj s rozpočtem 520 070 eur patřil do kategorie ATP World Tour 250. Nejvýše nasazeným ve dvouhře se stal patnáctý hráč světa a obhájce trofeje Dominic Thiem z Rakouska. Jako poslední přímý účastník do hlavní singlové soutěže nastoupil 79. americký hráč žebříčku Taylor Fritz.
Druhý titul z této události získal rakouský tenista Dominic Thiem. Čtyřhru opanoval kolumbijský pár Juan Sebastián Cabal a Robert Farah.

## Rozdělení bodů a finančních odměn

### Rozdělení bodů
| Soutěž  | vítězové | finalisté | semifinalisté | čtvrtfinalisté | 16 v kole | 32 v kole | Q  | Q3 | Q2 | Q1 |
| ------- | -------- | --------- | ------------- | -------------- | --------- | --------- | -- | -- | -- | -- |
| dvouhra | 250      | 150       | 90            | 45             | 20        | 0         | 12 | 6  | 0  | 0  |
| čtyřhra | 250      | 150       | 90            | 45             | 0         |           |    |    |    |    |

### Finanční odměny
| Soutěž                              | vítězové | finalisté | semifinalisté | čtvrtfinalisté | 16 v kole | 32 v kole | Q | Q2     | Q1     |
| dvouhra                             | €82 450  | €43 430   | €23 525       | €13 400        | €7 900    | €4 680    | — | €2 105 | €1 055 |
| čtyřhra                             | €25 070  | €13 170   | €7 140        | €4 080         | €2 390    | —         | — | —      | —      |
| částka ve čtyřhře je uvedena na pár |          |           |               |                |           |           |   |        |        |

## Mužská dvouhra

### Nasazení
| Stát                          | Hráč             | ATP | Nasazení |
| ----------------------------- | ---------------- | --- | -------- |
| Rakousko                      | Dominic Thiem    | 15. | 1.       |
| Francie                       | Gilles Simon     | 18. | 2.       |
| Jižní Afrika                  | Kevin Anderson   | 19. | 3.       |
| Francie                       | Benoît Paire     | 21  | 4        |
| Portugalsko                   | João Sousa       | 30. | 5.       |
| Itálie                        | Fabio Fognini    | 31. | 6.       |
| Itálie                        | Andreas Seppi    | 42. | 7.       |
| Německo                       | Alexander Zverev | 44. | 8.       |
| Žebříček ATP k 9. květnu 2016 |                  |     |          |

### Jiné formy účasti
Následující hráči obdrželi divokou kartu do hlavní soutěže:
- Kevin Anderson
- Fabio Fognini
- Quentin Halys

Následující hráči postoupili z kvalifikace:
- Kyle Edmund
- Daniil Medveděv
- Diego Schwartzman
- Donald Young

### Odstoupení
před zahájením turnaje
- Martin Kližan → nahradil jej Adrian Mannarino
- Juan Mónaco → nahradil jej Taylor Fritz
- Tommy Robredo → nahradil jej Čung Hjeon

### Skrečování
- Kyle Edmund (poranění levého hlezna)[1]

## Mužská čtyřhra

### Nasazení
| Stát                                                                     | Hráč                 | Stát        | Hráč          | ATP  | Nasazení |
| ------------------------------------------------------------------------ | -------------------- | ----------- | ------------- | ---- | -------- |
| Kolumbie                                                                 | Juan Sebastián Cabal | Kolumbie    | Robert Farah  | 44.  | 1.       |
| Chorvatsko                                                               | Mate Pavić           | Nový Zéland | Michael Venus | 80.  | 2.       |
| USA                                                                      | Eric Butorac         | USA         | Scott Lipsky  | 87.  | 3.       |
| Austrálie                                                                | Chris Guccione       | Brazílie    | André Sá      | 111. | 4.       |
| Žebříček ATP k 9. květnu 2016; číslo je součtem umístění obou členů páru |                      |             |               |      |          |

### Jiné formy účasti
Následující páry obdržely divokou kartu do hlavní soutěže:
- Mathias Bourgue /  Quentin Halys
- Hsieh Cheng-peng /  Yang Tsung-hua

Následující pár postoupil do hlavní soutěže jako náhradník:
- Víctor Estrella Burgos /  Daniel Muñoz de la Nava

### Odstoupení
před zahájením turnaje
- Diego Schwartzman (poranění levého chodidla)

během turnaje
- Denis Kudla (zranění dolní části zad)

## Přehled finále

### Mužská dvouhra
- Dominic Thiem vs.  Alexander Zverev, 6–3, 3–6, 6–0

### Mužská čtyřhra
- Juan Sebastián Cabal /  Robert Farah vs.  Mate Pavić /  Michael Venus, 4–6, 6–4, [10–8]